# Francis Walder
Francis Waldburger ook wel Francis Walder, (Brussel, 5 augustus 1906 – Parijs, 16 april 1997) was een Belgisch schrijver en militair.

## Biografie
Hij studeerde aan de Koninklijke Militaire School en was gedurende de strijd van het Belgisch leger in 1940 artillerieofficier. De rest van de Tweede Wereldoorlog was hij krijgsgevangene te Duitsland.
In 1958 kreeg hij de prix Goncourt voor Saint-Germain ou la Négociation, een historische roman in de periode van de onderhandelingen tussen de Franse Kroon en de hugenoten voor de vrede van Saint-Germain-en-Laye in 1570.

## Zijn werk
- L'Existence profonde (1953), essai,
- Les Saisons de l'esprit (1955), essai,
- Saint-Germain ou la Négociation (1958)
- Cendre et or (1959)
- Une lettre de Voiture (1962)
- Chaillot ou la coexistence (1987)
- Le Hasard est un grand artiste (1991)

- Bibliothèque nationale de France: cb11928797b (data)
- Gemeinsame Normdatei: 1225143616
- International Standard Name Identifier: 0000 0000 8158 6816
- Library of Congress Control Number: nr94018590
- Nationale Bibliotheek van Israël: 987007287684405171
- Nederlandse Thesaurus van Auteursnamen: 091165520
- Système universitaire de documentation: 02719180X
- Virtual International Authority File: 79037918
- WorldCat: E39PBJkD4hxgPCxWTjW7CJyrv3